# Денисов Костянтин Дмитрович
Костянтин Дмитрович Денисов (рос. Константин Дмитриевич Денисов; 27 серпня 1915, Большоє Соколово — 20 листопада 1988, Москва) — радянський військово-морський льотчик, Герой Радянського Союзу (1942), у роки німецько-радянської війни командир 7-го винищувального авіаційного полку 62-ї винищувальної авіаційної бригади Військово-повітряних сил Чорноморського флоту. Генерал-майор авіації (1958).

## Біографія
Народився 27 серпня 1915 року в селі Большоє Соколово Можайського повіту Московської губернії (нині Можайського району Московської області) в родині робітника. Росіянин. Закінчив 7 класів і школу ФЗН. Працював слюсарем на Московському гальмівному заводі. Закінчив перший курс Московського лісотехнічного інституту.

### Військова служба
У Військово-морському флоті СРСР з серпня 1934 року. У 1936 році закінчив Єйську військову школу морських льотчиків і літнабів імені Й. В. Сталіна. Служив у Військово-повітряних силах Тихоокеанського флоту — військовий пілот 28-ї і 42-ї авіаційних ескадрилей, з травня 1938 року — начальник штабу ескадрильї в 7-й авіаційній бригаді. Брав участь в боях з японськими мілітаристами біля озера Хасан в 1938 році. Член ВКП (б) з 1939 року. У грудні 1939 року переведений в ВПС Чорноморського флоту:
- начальник штабу ескадрильї;
- з серпня 1940 року — штурман ескадрильї;
- з квітня 1941 року — командир ескадрильї 8-го авіаційного полку.

#### Друга світова війна
У боях радянсько-німецької війни з червня 1941 року. У червні призначений командиром ескадрильї 32-го винищувального авіаполку, у вересні переведений на таку ж посаду в 8-й винищувальний авіаполк. З травня 1942 року — інспектор з техніки пілотування Особливої групи ВПС флоту. З липня 1942 року командував 7-м винищувальним авіаполком (62-а винищувальна авіаційна бригада, ВПС Чорноморського флоту).
До жовтня 1942 року капітан Костянтин Денисов здійснив 233 бойових вильоти, у повітряних боях збив особисто сім і в складі групи шість ворожих літаків.
Указом Президії Верховної Ради СРСР від 23 жовтня 1942 року за вміле командування полком, зразкове виконання бойових завдань командування на фронті боротьби з німецько-фашистським загарбниками і проявлені при цьому мужність і героїзм капітанові Денисову Костянтину Дмитровичу присвоєно звання Героя Радянського Союзу з врученням ордена Леніна і медалі «Золота Зірка» (№ 863).
11-й гвардійський двічі Червонопрапорний винищувальний авіаційний полк ВМФ, яким командував гвардії майор К. Д. Денисов з жовтня 1943 по жовтень 1944 року, брав активну участь в битві за Кавказ, Керченсько-Ельтігенській десантній операції, Кримській наступальній операції, Одеській операції 3-го Українського фронту і Чорноморського флоту, і у відвоюванні 28 березня 1944 року міста Миколаєва, в зв'язку з чим наказом Верховного Головнокомандувача Й. В. Сталіна авіаполку присвоєно почесне найменування «Миколаївський». У серпні 1944 року брав участь в Яссько-Кишинівської операції, визволяв Румунію.
З жовтня 1944 року по травень 1945 року гвардії підполковник К. Д. Денисов — слухач Вищих академічних курсів удосконалення ВПС і ППО при Військово-морській академії імені К. Є. Ворошилова. Після закінчення навчання в травні 1945 року був призначений командиром 16-ї змішаної авіаційної дивізії ВПС Тихоокеанського флоту, і брав участь у радянсько-японській війні 1945 року. Маючи місце своєї дислокації затоку Ольги, авіадивізія під командуванням К. Д. Денисова брала активну участь у визволенні Південного Сахаліну. Льотчики 16-й змішаної авіадивізії виконали понад 500 бойових вильотів, завдавши противнику значних втрат у живій силі і техніці.
За воєнні роки К. Д. Денисов здійснив 536 бойових вильотів, особисто збивши в повітряних боях 13 ворожих літаків і 6 в групі.

#### Повоєнні роки
Після війни продовжував служити у Військово-морському флоті, до листопада 1947 року командуючи тієї ж дивізією. У 1950 році закінчив авіаційний факультет Вищої військової академії Генштабу. Залишений на викладацькій роботі на цьому ж факультеті, в 1950—1956 роках був старшим викладачем на кафедрах бойових засобів ВМФ, в 1957—1957 роках військової ППО, в 1957—1976 роках оперативного мистецтва і тактики ВПС. В 1953 році став кандидатом військово-морських наук, доцентом. 18 лютого 1958 року отримав звання генерал-майора авіації.

### У відставці
З лютого 1976 року К. Д. Денисов в запасі, а потім у відставці. Жив у Москві. Автор мемуарів «Під нами — Чорне море».
Помер 20 листопада 1988 року. Похований на Кунцевському кладовищі в Москві (ділянка 9-2).

## Нагороди, звання
Нагороджений орденом Леніна (23 жовтня 1942), чотирма орденами Червоного Прапора (1941, 1942, 1945, 1954), орденами Суворова 3-го ступеня (1944), Ушакова 2-го ступеня (1944, № 234), Вітчизняної війни 1-го ступеня (11 березня 1985), Червоної Зірки (1949), «За службу Батьківщині в Збройних Силах СРСР» 3-го ступеня, медалями.
Почесний громадянин міст Скадовська і Можайська (рішення 8 сесії міської Можайської ради народних депутатів 17 скликання від 20 жовтня 1981 року).

## Пам'ять
Прізвище Костянтина Денисова золотом викарбуване на Меморіалі на честь героїв другої оборони Севастополя в Севастополі.
На честь Героя назване село в Сімферопольському районі Автономної Республіки Крим.